# Visco-Kupplung
Die Visco-Kupplung wird im Antriebsstrang von Kraftfahrzeugen eingesetzt. Im Prinzip überträgt sie in ihrem Inneren eine Drehbewegung über eine kreisförmige Scheibe (Lamelle) an der Eingangsseite an eine zähe (hochviskose) Flüssigkeit, die sie wiederum an die Lamellen der Ausgangsseite abgibt.
Die Visco-Kupplung überträgt ein Drehmoment, ohne dass die Wellen starr miteinander gekoppelt sind und ermöglicht so einen Drehzahlausgleich. Je größer die Geschwindigkeitsdifferenz zwischen Eingangs- und Ausgangslamellen ist, desto größer wird das übertragene Drehmoment.

## Anwendungen im Fahrzeugbau

### Kupplungsgesteuerte Allradantriebe
Bei einem kupplungsgesteuerten Allradantrieb wird eine Achse permanent vom Motor angetrieben. Die zweite Achse wird bei Bedarf, aber ohne Zentraldifferential angetrieben. Damit ein Drehzahlausgleich zwischen den Achsen möglich wird, sind sie über eine Visco-Kupplung verbunden. 
Sobald die permanent angetriebene Achse zu viel Leistung bekommt, vergrößert sich der Schlupf an deren Rädern. Die Achse dreht dadurch schneller, als es der Fahrzeuggeschwindigkeit entspricht und sie dreht auch schneller als die andere Achse. Dadurch entsteht eine Differenzdrehzahl zwischen den Achsen, die auch zu einer Differenzdrehzahl in der Visco-Kupplung führt. Je höher diese Differenzdrehzahl ist, umso stärker wird die zweite Achse über die Visco-Kupplung angetrieben. Steht die erste, direkt angetriebene Achse auf Eis und dreht durch, so wird ein Teil Leistung an die zweite Achse übertragen und der Rest in der Visco-Kupplung in Wärme umgesetzt.
Einige Beispiele, bei denen entweder die Vorderachse (VA) oder die Hinterachse (HA) über die Visco-Kupplung angetrieben wird: Subaru Justy JMA/MS (HA), VW T3 Syncro (VA), VW Golf 2 Country (HA), Porsche 996 (911) Carrera 4 (VA), Volvo XC70 (HA), Opel Calibra 4x4 (HA), Audi R8 (VA).

### Differentialgesteuerte Allradantriebe
Die Visco-Kupplung wird mit einem Differential (Differentialgetriebe) (als Achs- oder Zentraldifferential) oder Planetengetriebe (als Zentraldifferential) kombiniert. Dort bremst sie die Ausgleichsbewegung zwischen den Abtriebswellen oder (häufiger) zwischen Differentialkorb/Planetenträger einerseits und einer Abtriebswelle andererseits. Die Visco-Kupplung bremst die Drehzahldifferenzen, die an einem Differential auftreten. Wenn die Drehzahldifferenz an einer Achse zu groß wird (zum Beispiel ein Rad auf Eis), dann bremst die Visco-Kupplung diese Ausgleichsbewegung und verteilt Antriebsmoment auf das langsamere Rad. Bei Zentraldifferentialen wird die Drehzahldifferenz zwischen den Achsen reduziert, wenn etwa eine Achse auf Eis steht oder in der Luft hängt. Beispielfahrzeug ist der Volvo 850 AWD/V70I AWD.

### Motorkühlung
Der Lüfter vor dem Motor ist gelegentlich über eine Visco-Kupplung angetrieben. Dort wird mit steigender Temperatur von einer Bimetallfeder Flüssigkeit aus einem Vorratsraum in die eigentliche Kupplung am Lüfterrad gedrückt, so dass es sich schneller dreht.
Das Drehmoment der Antriebswelle für das Lüfterrad wird über eine definierte Menge Silikonöl im Bereich zwischen Rotor und Gehäuse auf die Lüfterseite übertragen. Eine Ventilsteuerung (meist mit Bimetallfeder gekoppelt) regelt die Ölmenge, die zur Übertragung des Drehmoments verwendet wird. Die Restmenge befindet sich dabei in einem Reservoir. Innerhalb der Kupplung bewegt sich das Öl in einem Kreislauf, das durch ein Pumpsystem angetrieben wird. Die Pumpwirkung ist von der Drehzahldifferenz zwischen Antriebsseite und Lüfterseite abhängig. Ein großer Drehzahlunterschied erzeugt eine hohe Pumpwirkung.
Neue Lüfterkupplungen werden inzwischen elektrisch über die Fahrzeugelektronik angesteuert. Dadurch wird vor allem der Kraftstoffverbrauch verringert, da die Kühlung bedarfsgesteuert ist und bei schwierigen Situationen (Stau im Sommer) nicht mehr von der Motordrehzahl abhängt.

## Technik
In einer Visco-Kupplung können je nach Auslegung bis zu 150 bar Innendruck entstehen. Außer als Drehzahlausgleich wirkt die Visco-Kupplung auch als Schwingungsdämpfer im Antriebsstrang.

### Aufbau

Visco-Kupplung, Prinzipskizze

Die Grafik zeigt eine Visco-Kupplung, die Leistung und Drehmoment über die Abtriebsseite (1) zum Differential (D) einer Achse weiterleitet. Die Visco-Kupplung selbst besteht aus einem Gehäuse (2), dessen Innenseite gleichzeitig als Träger für die Außenlamellen (3) dient. Zwischen den Außenlamellen (3) und den Innenlamellen (4) befindet sich ein Fluid (5). Die Innenlamellen (4) selbst werden von einem Innenlamellenträger (6) gehalten, der gleichzeitig Antriebswelle ist. Das Gehäuse wird über eine Dichtung (7) gegen das Auslaufen des Fluids (5) und das Eindringen von Staub geschützt.
Für Visco-Kupplungen wird als Fluid (5) häufig Silikonöl verwendet, da dessen hohe Viskosität weniger von der Temperatur abhängt als die von Mineralölen.
Die Charakteristik der Drehmoment- und Leistungsübertragung hängt von der Anzahl der Lamellen (3+4, meist aus Stahl), deren Innen- und Außendurchmesser und der Viskosität des Fluids (5) ab. Das Fluid (5) wird bei unterschiedlichen Drehzahlen von An- und Abtriebslamellen geschert und überträgt dadurch das Moment.
Sowohl Außenlamellen (3) als auch Innenlamellen (4) können sich axial bewegen und werden beispielsweise durch Federringe so eingestellt, dass sie sich ohne Drehzahldifferenz nicht berühren. Ein mechanischer Kontakt der Lamellen sollte daher höchstens ausnahmsweise und nur dann entstehen, wenn der Hump-Effekt konstruktiv vorgesehen wurde.

### Hump-Effekt
In der Regel sind die Lamellen geschlitzt und die Visco-Kupplung enthält einen gewissen Anteil an Restluft. Bei der Bewegung wird diese Luft in den Schlitzen der Lamellen verteilt. Durch Erwärmung kann es nun dazu kommen, dass sich das Silikonöl ausdehnt und die Luft erst komprimiert und dann aufnimmt. Wenn die Luft vollständig im Silikonöl gelöst wurde und ein Teil der Lamellen (Außen- oder Innenlamellen) ein Flügelprofil hat, werden sie nun unter Differenzdrehzahl gegen die anderen Lamellen gedrückt. Dadurch entsteht ein mechanischer Reibkontakt, der das übertragbare Drehmoment stark ansteigen lässt und gleichzeitig die Reibleistung im Fluid verringert.
Die Kupplung bietet dadurch bei starker Belastung gleichzeitig höhere Drehmomentkapazität und einen Selbstschutz gegen Überhitzung.
Der Hump-Effekt tritt erst ein, wenn die Kupplung eine gewisse Temperatur erreicht hat, er ist für normale fahrdynamische Anwendungen nicht planbar. Da der Hump-Effekt ein hydrodynamischer Effekt ist, wirkt er nur so lange, wie Differenzdrehzahl an der Kupplung anliegt. Es wird also durch den Hump keinesfalls ein starrer Durchtrieb ermöglicht.

### Kompatibilität mit elektronischen Regelsystemen
Eine Visco-Kupplung überträgt Drehmoment in Abhängigkeit von der Differenzdrehzahl – auch wenn die Achsen/Räder weitgehend entkoppelt sein müssen, zum Beispiel bei Bremsungen mit einem Antiblockiersystem (ABS) oder Eingriffen des elektronischen Stabilitätsprogramms (ESP). Diese Regelsysteme sind (nach derzeitiger Auslegung) auf möglichst unabhängig voneinander steuerbare Räder angewiesen. Deshalb werden die erforderlichen Anpassungen zur Visco-Kupplung hin verlegt, wobei ein Freilauf oder eine Trennkupplung verwendet werden kann.
Aufgrund der bisher fehlenden Anpassung der ESP-Systeme wurden Visco-Kupplungen weitgehend von anderen Lösungen verdrängt, etwa von der Haldex-Kupplung und rein elektronisch gesteuerten Lamellenkupplungen.

### Abgrenzung zu anderen Systemen
Bei der Visco-Kupplung wird das Drehmoment durch Scherung des Fluids zwischen den Lamellen übertragen. Daher spielt die Viskosität des Fluids und eine möglichst geringe Änderung der Viskosität mit der Temperatur im gesamten Arbeitsbereich eine wichtige Rolle. Das Drehmoment kann bereits von sehr dünnen Lamellen übertragen werden. Im Fahrbetrieb treten nur geringe Differenzdrehzahlen auf, so dass sich die Kupplung nur wenig erwärmt. Da die Kupplung in der Regel frei unter dem Fahrzeugboden verbaut wird, ist eine gute Kühlung durch den Fahrtwind möglich. Schädlich bis hin zum Totalausfall sind hohe oder länger andauernde Differenzdrehzahlen, wie sie beim Abschleppen mit nur einer angehobenen Achse auftreten oder bei längeren Fahrten mit einem Notrad.
Auch die Föttinger-Kupplung wird zur Übertragung von Moment und Drehzahl genutzt. Allerdings wird das Drehmoment durch die Impulsänderung des Fluids übertragen und ein Hump-Effekt ist nicht bekannt. Mit entsprechenden Ölkühlern kann sie auch längere Zeit unter hoher Differenzdrehzahl laufen, beispielsweise in Retardern.
Sowohl Visco-Kupplung als auch Föttinger-Kupplung wandeln die Drehzahl, aber nicht das Drehmoment, das Eingangsmoment ist stets das Ausgangsmoment und die Verlustleistung entsteht, wenn eine Drehzahldifferenz zwischen Ein- und Ausgang vorliegt. Beide brauchen neben der Ein- und Ausgangswelle keine weitere Abstützung.
Beim Trilok-Wandler wird zusätzlich das Drehmoment gewandelt, hier ist eine dritte Fixierung, die  Drehmomentstütze, erforderlich. Auch beim Trilok-Wandler erfolgt die Übertragung des Momentes durch die Impulsänderung des Fluids.